# Понтињале (Фиренца)
Понтињале је насеље у Италији у округу Фиренца, региону Тоскана.
Према процени из 2011. у насељу је живело 67 становника. Насеље се налази на надморској висини од 35 м.